# Edward Karniej

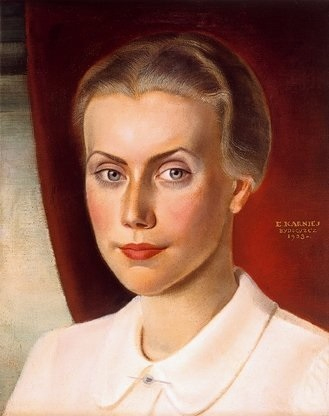
Portret młodej kobiety 1939

Edward Karniej (ur. 1890 w Wilnie, zm. 1942 w Toruniu) – polski malarz, scenograf i dekorator teatralny.

## Życiorys
Początkowo uczył się stolarstwa, podczas I wojny światowej został uwięziony i deportowany do Niemiec, gdzie pracował w kopalni. Po zakończeniu wojny powrócił do Wilna i znalazł zatrudnienie jako pomocnik dekoratora w teatrze. Pod wpływem Józefa Czechowicza, który był scenografem wstąpił do prowadzonej przez Wileńskie Towarzystwo Artystów Plastyków Szkoły Rysunkowej i był uczeniem Ludomira Slendzińskiego. Od 1921 był członkiem Towarzystwa i od 1922 wystawiał na organizowanych przez nie wystawach zbiorowych, m.in. w 1931 w Carnegie Institute w Pittsburghu. W 1932 przeprowadził się do Torunia, gdzie dwa lata później otrzymał pracę dekoratora w Teatrze Miejskim, był też członkiem działającej tam "Konfraterni Artystów". Zmarł mając 52 lata i spoczywa na cmentarzu przy ul. Wybickiego w Toruniu.

## Twórczość
Twórczość Edwarda Karnieja nosiła cechy silnego wpływu jego wileńskiego nauczyciela Ludomira Sleńdzińskiego. Malował portrety, wiele z nich to portrety dzieci, akty i martwe natury, pod koniec życia tworzył również pejzaże i widoki miast i budowli.
Obraz Matki Boskiej Nieustającej Pomocy z 1936 r. autorstwa Henryka Karnieja, syna Edwarda Karnieja, znajduje się w ołtarzu głównym w kościele pw. Narodzenia NMP w Kundzinie.